# Levensteiniella iris
Levensteiniella iris är en ringmaskart som beskrevs av Hourdez och Desbruyères 2003. Levensteiniella iris ingår i släktet Levensteiniella och familjen Polynoidae. Inga underarter finns listade i Catalogue of Life.